# Mansour bin Zayed Al Nahyan
Sheik Mansour bin Zayed bin Sultan bin Zayed bin Khalifa Al Nahyan (em árabe:  منصور بن زايد بن سلطان آل نهيان; Abu Dhabi, 20 de novembro de 1970), frequentemente referido como Sheikh Mansour, é um membro da realeza e político dos Emirados Árabes Unidos, atuando atualmente como vice-presidente e vice-primeiro-ministro dos Emirados Árabes Unidos, além de ministro da Corte Presidencial e membro da Casa Al Nahyan de Abu Dhabi. Ele é irmão do atual presidente dos EAU, Sheikh Mohamed bin Zayed Al Nahyan, e é casado com Sheikha Manal bint Mohammed Al Maktoum, filha do Sheikh Mohammed bin Rashid Al Maktoum, governante de Dubai. Bilionário, Sheikh Mansour detém participações em diversos clubes de futebol por meio do City Football Group.
Mansour está envolvido em diversos negócios estatais nos Emirados Árabes Unidos. Ele é presidente de dois fundos soberanos de investimento dos EAU (Emirates Investment Authority, Mubadala Investment Company) e membro do conselho de um terceiro (Abu Dhabi Investment Authority). Ele também é presidente do Banco Central dos Emirados Árabes Unidos e da Abu Dhabi National Oil Company (ADNOC).
Mansour é proprietário do Abu Dhabi United Group (ADUG), uma empresa de investimentos da família real de Abu Dhabi, que adquiriu o Manchester City em setembro de 2008. Desde então, o clube de futebol, administrado por Khaldoon Al Mubarak e pelo CFG, passou por uma transformação significativa, conquistando sete títulos da liga principal, incluindo seu primeiro título em 44 anos e o primeiro da Premier League em 2012, além do título da UEFA Champions League em 2023. Mansour também é proprietário de diversos outros clubes esportivos, incluindo o New York City FC na Major League Soccer.
Grupos de direitos humanos e outros críticos caracterizam os investimentos esportivos de Sheikh Mansour como um caso de sportswashing, uma tentativa de melhorar a imagem dos EAU em meio às controvérsias relacionadas aos direitos humanos no país.

## Início da vida e educação
Mansour nasceu no Emirado de Abu Dhabi em 21 de novembro de 1970, sendo o quinto filho do Emir de Abu Dhabi Sheikh Zayed bin Sultan al Nahayan. Sua mãe é a Sheikha Fatima bint Mubarak Al Ketbi, e ele tem cinco irmãos de mesmo pai e mãe: Mohammed, Hamdan, Hazza, Tahnoun e Abdullah. Eles são conhecidos como Bani Fatima ou "filhos de Fatima".
Mansour estudou inglês no Santa Barbara Community College em 1989. Ele se formou na Universidade dos Emirados Árabes Unidos, onde obteve o diploma de bacharel em relações internacionais em 1993.